# Liviu Harbuz
Liviu Harbuz (n. 18 iunie 1962

) este un fost deputat român, ales în legislatura 2012-2016 din partea Partidului Social Democrat.